# Organic Maps
Organic Maps — бесплатное приложение для автономной навигации с открытым исходным кодом, использующее картографические данные из OpenStreetMap. Приложение предназначено для работы без подключения к Интернету, загружая карты для использования в автономном режиме. Organic Maps делает упор на конфиденциальность, поскольку не отслеживает местоположение пользователя и не собирает личные данные по сравнению с приложением-предшественником Maps.me, на основе кода которого оно было создано.

## Особенности

### Конфиденциальность
Organic Maps уделяет первостепенное внимание конфиденциальности пользователей, не собирая личные данные и не отслеживая их местоположение.

### Автономные карты
Organic Maps работает полностью в автономном режиме, позволяя пользователям загружать карты заранее. После загрузки карт навигация, поиск и планирование маршрутов не требуют подключения к Интернету. Приложение предлагает офлайн-карты мира, включая велосипедные маршруты, туристические тропы, пешеходные дорожки, контурные линии, профили высот, вершины и склоны.

### Низкий расход батареи
Приложение разработано для оптимизации расхода заряда батареи во время навигации.

### Навигация
Organic Maps обеспечивает навигацию для различных видов деятельности, включая пешие и велосипедные прогулки, вождение автомобиля и общественный транспорт. Оно поддерживает пошаговую навигацию с голосовыми подсказками и позволяет пользователям искать информацию на карте и добавлять закладки.

## Данные OpenStreetMap
Organic Maps интегрируется с проектом OpenStreetMap, используя его картографические данные, собранные на основе краудсорсинга. Приложение содержит встроенный редактор, позволяющий пользователям вносить на карту новые данные, например о предприятиях и достопримечательностях.

## Разработчик
Organic Maps управляется юридическим лицом, зарегистрированным в Эстонии.